# Gaberje (Ajdovščina)
Gaberje (Duits: Geberstein) is een plaats in Slovenië en maakt deel uit van de gemeente Ajdovščina in de NUTS-3-regio Goriška. De plaats telde 178 inwoners op 1 januari 2020.

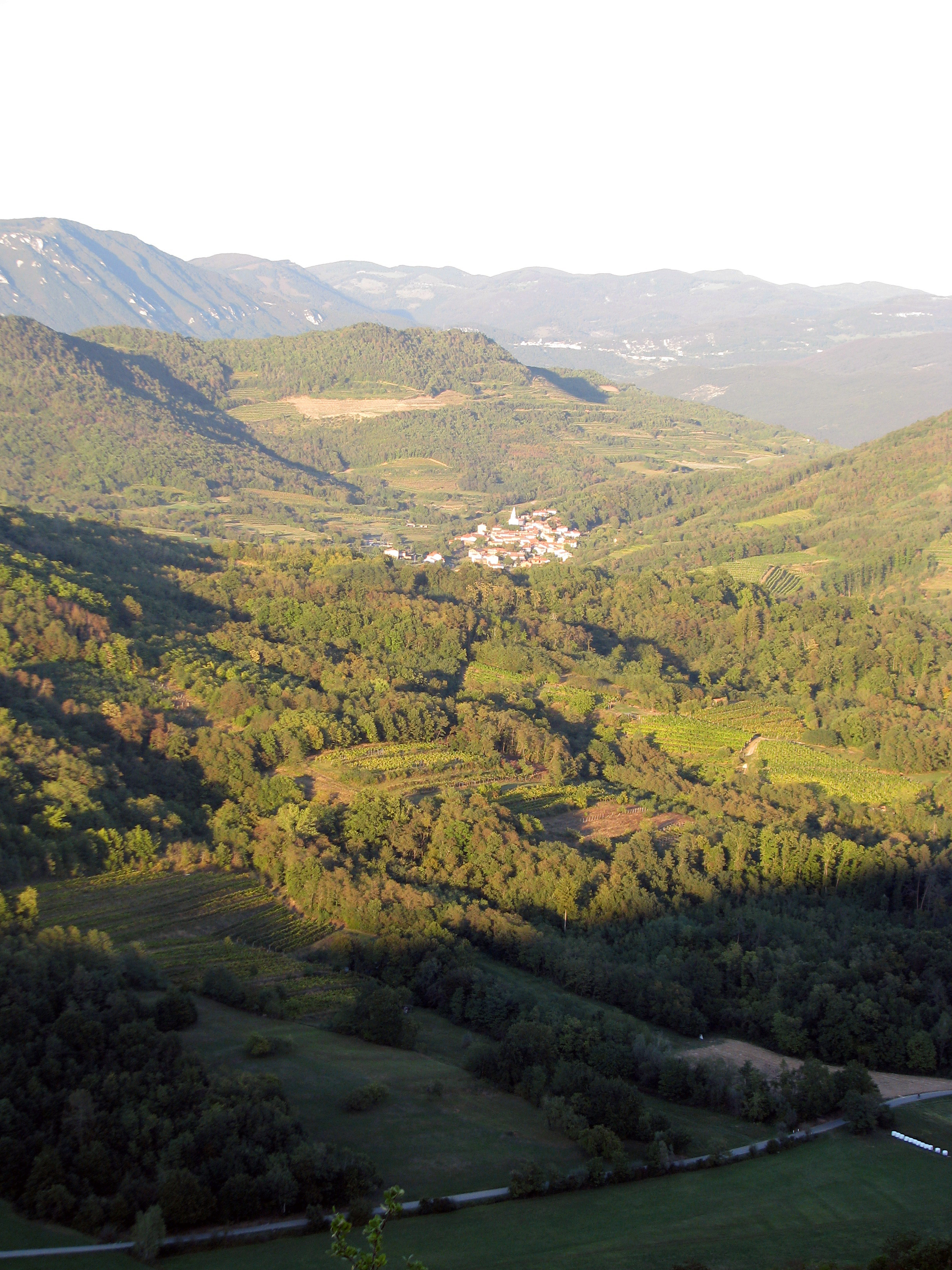
Gaberje en wijde omgeving